# Reserva Anangu Pitjantjatjara Yankunytjatjara
A Reserva Anangu Pitjantjatjara Yankunytjatjara (APY) é uma reserva ambiental aborígene na Austrália Meridional, onde vivem vários grupos de povos originários australianos.

## Povos originários australianos
Os aborígenes (indígenas da Austrália) têm uma história de mais de 50.000 anos, constituindo algumas das culturas mais antigas do planeta.
Segundo o Escritório Australiano de Estatística, 38.1% das pessoas que residem na Reserva Anangu Pitjantjatjara Yankunytjatjara (APY) são aborígenes australianas e outros 14.0% são australianas; em comparação com uma distribuição de 0.5% de aborígenes australianos e 23.3% de australianos na Austrália como um todo. 76.8% dos moradores da APY nasceram na Austrália. Cerca de 70% dos moradores da APY têm pai nascido na Austrália e 70% têm mãe nascida na Austrália.
27.1% dos moradores da APY não têm religião e 26.2% são de religiões não estatizadas. 37.9% dos moradores da APY são falantes do idioma Pitjantjatjara; e outros 5.9%, do idioma Yankunytjatjara. 26.0% dos moradores da APY só falam Inglês em casa.

## Camelos e calor extremo
A Reserva Anangu Pitjantjatjara Yankunytjatjara (APY) é povoada por espécies de "camelos selvagens australianos", que englobam camelos e dromedários, trazidos para a Austrália no século XIX, por colonizadores da Inglaterra, provenientes da Índia, do Afeganistão e do Oriente Médio.
Segundo a União Europeia, 2019 foi o segundo ano mais quente da história do planeta Terra; e a seca prolongada na Austrália se estendia há anos. Segundo denúncias de comunidades aborígenes que residem na Reserva Anangu Pitjantjatjara Yankunytjatjara (APY), em 2019 / 2020, os camelos estavam andando pelas ruas, danificando cercas em busca de água, tentando beber água dos aparelhos de ar-condicionado, comprometendo inclusive a segurança das crianças locais. Segundo as autoridades locais, muitos desses animais brigavam entre si por água e acabavam morrem de sede, além disso, as carcaças dos animais mortos contaminavam as fontes de água e as áreas de cultura de alimento.
Por conta disso, em janeiro de 2020, o Departamento de Meio Ambiente e Patrimônio da Austrália (DMAPA) organizou uma ação para sacrificar mais de 10 mil camelos e dromedários que vivem na região da Reserva Anangu Pitjantjatjara Yankunytjatjara (APY). O sacrifício dos animais seria realizado por caçadores do DMAPA em helicópteros e tinha previsão de durar cinco dias. Houve grande comoção internacional, mas isso não impediu o andamento das ações.